# Robert Griesemer

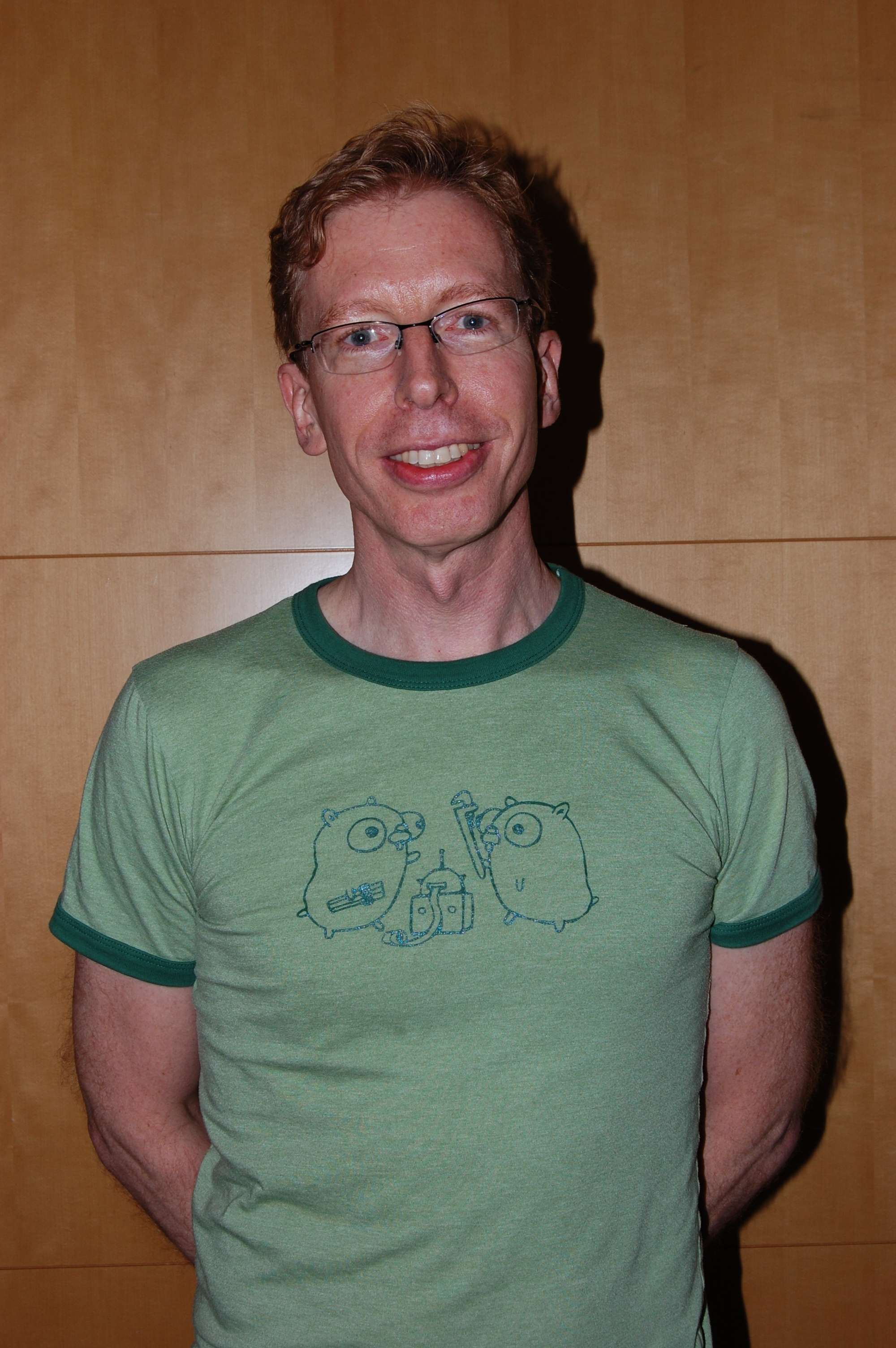
Robert Griesemer (2012)

Robert Griesemer (* 9. Juni 1964) ist ein Schweizer Informatiker. Er war und ist massgeblich an der Entwicklung der Programmiersprache Go beteiligt. Griesemer hat an der ETH Zürich studiert, wo er bei Hanspeter Mössenböck und Niklaus Wirth mit der Arbeit namens A programming language for vector computers promovierte. Griesemer arbeitet für Google.